# Bistum Orange
Das Bistum Orange (lateinisch Dioecesis Aurausicana) war eine in Frankreich gelegene römisch-katholische Diözese mit Sitz in Orange.

## Geschichte
Das Bistum Orange wurde im 3. Jahrhundert errichtet. Erster Bischof war Luce. Die Kathedrale von Orange geht auf das 12. Jahrhundert zurück.
Am 29. November 1801 wurde das Bistum Orange infolge des Konkordates von 1801 durch Papst Pius VII. mit der Päpstlichen Bulle Qui Christi Domini aufgelöst und das Territorium wurde dem Erzbistum Avignon angegliedert.
Das Bistum Orange war dem Erzbistum Arles als Suffraganbistum unterstellt.
Am 9. Februar 2009 wurde das Bistum Orange als Titularbistum Orange wiedererrichtet.